# 도미니카 공화국 프로 야구 리그
도미니카 공화국 프로 야구 리그(Liga de Béisbol Profesional de la República Dominicana 리가 데 베이스볼 프로페시오날 데 라 레푸블리카 도미니카나[*])는 1951년 창설된 도미니카 공화국의 프로 야구 리그이다. 리그 우승팀에게는 캐리비안 시리즈에 출전할 자격이 주어진다. 최근들어 미구엘 테하다, 블라디미르 게레로 등 슈퍼스타들이 이 리그에 돌아와 뛰고 있다.

## 현재의 팀
| 팀명                      | 연고지                   | 홈 경기장                    |
| ------------------------- | ------------------------ | ---------------------------- |
| 아길라스 시베나스         | 산티아고데로스카바예로스 | 에스타디오 시바오            |
| 토로스 델 에스테          | 라로마나                 | 에스타디오 프란시스코 미체리 |
| 에스트레라스 오리엔타레스 | 산페드로데마코리스       | 에스타디오 테타로 바르가스   |
| 기간테스 델 시바오        | 산페드로데마코리스       | 에스타디오 후리안 하비어     |
| 레오네스 델 에스코기도    | 산토도밍고               | 에스타디오 퀴스퀘야          |
| 티그레스 델 리세이        | 산토도밍고               | 에스타디오 퀴스퀘야          |

## 과거의 팀
- 카이마네스 델 서 (산크리스토발)
- 델피네스 델 애틀란티코 (푸에르토플라타)
- 폴로스 델 시바오 / 폴로스 네시오나레스 / 폴로스 베이스볼 클럽 (산프란시스코데마코리스 , 199년 ~ 2002년, 현재 팀명은 기간테스 델 시바오)